# Grigori Grabovoi
Grigori Petrovič Grabovoi (rusă Григо́рий Петро́вич Грабово́й, cehă Grigorij Petrovič Grabovoi) (14 noiembrie 1963) este fondatorul și conducătorul sectei rusești Обучение всеобщему спасению и гармоничному развитию („Învățarea mântuirii universale și a dezvoltării armonioase”). El a afirmat că el este a doua venire a lui Isus Hristos, e capabil să poată învia morții, să teleporteze, să vindece SIDA și cancerul în orice stadiu, să diagnosticheze și să rezolve problemele dispozitivelor electronice de la distanță, să fie clarvăzător și să poată schimba realitatea.
În 2008, a fost condamnat la 11 ani de închisoare după ce le-a promis mamelor victimelor asediului școlii din Beslan din 2004 că le poate învia copiii. A fost eliberat la începutul anului 2010 și acum locuiește în Serbia, de unde își promovează proiectul pseudoștiințific Universe Hacking Codes, care a câștigat popularitate din cauza epidemiei de coronavirus, mai ales prin intermediul rețelei de socializare TikTok.

## Biografie
Grigori Grabovoi s-a născut la 14 noiembrie 1963 în satul Kirovsky (satul Bagara), raionul Kirov, regiunea Șymkent din RSS Kazahstan, într-o familie de origine ucraineană.

### Întâlnirea cu Baba Vanga
Potrivit lui Grabovoi, în octombrie 1995 l-a întâlnit pe „clarvăzătoarea” bulgară Baba Vanga în satul Rupite, Bulgaria, iar Valentina Genkova, redactorul serviciului național de televiziune bulgar, a lucrat ca traducător. Potrivit Genkovăi, au fost discutate în cadrul întâlnirii probleme legate de riscurile nucleare și ecologice pentru planetă, prelungirea vieții umane, posibilitatea de a nu muri și unificarea religiilor. Vanga și-a exprimat părerea că „Grigori Petrovici, care are calități fenomenale, trebuie neapărat să continue să lucreze cu oamenii și să-și extindă domeniile de aplicare a abilităților sale. Ar trebui să lucreze în Rusia, de unde își va răspândi cunoștințele și arta în toate țările din lumea."
Lyudmila Kim (un vindecător tradițional din Moscova) a declarat într-un interviu pentru ziarul Komsomolskaya Pravda pe 13 octombrie 2005 că a fost prezentă la o întâlnire dintre Grabovoi și Vanga. Potrivit lui Kim, părerile Vangăi cu privire la abilitățile lui Grabovoi au fost extrem de critice, iar Grabovoi a fost exclus din întâlnire. Pe 7 aprilie 2006, Komsomolskaya Pravda a scris despre o întâlnire a unei „sesibila” tânără din Rusia în Bulgaria în 1995, în care Vanga i-a impus un test lui Grabovoi, dar ea a fost nemulțumită de autoproclamatul „vindecător” și l-a dat literalmente afară pe Grabovoi, așa cum au relatat multe ziare bulgare. În iulie 2006, Editorul și jurnalistul leton/rus Andrei Levkin a declarat pentru ziarul Vzglyad că un documentar de pe rețeaua Central Television a arătat filmările întâlnirii dintre Vanga și Grabovoi, care s-au încheiat cu reacția emoțională a Vangăi și excluderea lui Grabovoi.
Genkova a protestat împotriva utilizării ilegale la televiziunea rusă a materialului ei protejat prin drepturi de autor, filmările unei întâlniri între Vanga și Grabovoi. Genkova a declarat că semnificația conversației Vangăi cu Grabovoi a fost distorsionată în fragmentul din materialul filmat care a fost folosit.

### Activitatea in Rusia
În 1995, Grabovoi s-a mutat în Rusia, unde ar fi fost asistat de Georgy Rogozin, șeful adjunct al Serviciului de Securitate al președintelui Federației Ruse. În același an, Grabovoi sa înregistrat organizația non-profit Фонд Григория Грабового - внедрение и распространение Учения Григория Грабового "О спасении и гармоничном развитии" ('Grigory Grabovoi Foundation - implementation and dissemination of the Teachings of Grigory Grabovoi "On salvation and harmonious development"'), cunoscută mai târziu sub numele de „Fundația DRUGG”. Până în 2006, a avut filiale regionale în peste 50 de regiuni din Rusia.
În 1999, Grabovoi a ținut prelegeri la Centrul de Educație și Formare a Specialiștilor în Tehnologii Moderne pentru Prevenirea și Eliminarea Situațiilor de Urgență al Ministerul Situațiilor de Urgență - Monitorizarea și Predicția Urgenței. Ministerul Situațiilor de Urgență a confirmat, de asemenea, că Grabovoi i-a contactat în 2001 pentru continuarea cooperării.
În 2000, a prezentat programul „Grigori Grabovoi, Formula Sănătății” la postul de televiziune rus TV-6. În același an, s-a înființat sub Fundația DRUGG ziarul Managementul variantelor – Prognoza. A rulat pentru 10 ediții și a fost terminat în 2005.
În 2001, E. P. Kruglyakov, de la Academia Rusă de Științe (RAS), a publicat un raport la simpozionul „Știință, pseudoștiință și fenomene paranormale”, care menționează și „modulul de cristal” dezvoltat de Grabovoi. Potrivit lui Grabovoi, acest modul, după cum explică Kruglyakov, reduce la jumătate forța unei explozii nucleare și poate fi folosit în centralele nucleare pentru a proteja împotriva dezastrelor.
Într-un raport din 2003 al Prezidiului Academiei Ruse de Științe despre pseudoștiință, Kruglyakov, a criticat aspru activitățile lui Grabovoi:
Însoțit de primul președinte rus, Boris N. Elțin, a fost observat un ... răufăcător care se autointitulează doctor în științe fizice și matematice, G. Grabovoi. Apropo, el susține că și astăzi supraveghează mental siguranța și funcționalitatea avionului prezidențial înainte de plecare. De asemenea, se spune că ar fi inventatorul unui dispozitiv unic - „modulul de cristal”, prin care a redus semnificativ puterea unei explozii nucleare în timpul testelor nucleare subterane din regiunea Semipalatin. Deși absurditatea unei astfel de afirmații este destul de evidentă pentru fiecare fizician, a fost efectuată o investigație, în special pentru profani, care a arătat că domnul Grabovoi nu a participat niciodată la niciun test nuclear. G. Grabovoi minte deci. Oficialii ar trebui să știe acest lucru, deoarece el a precizat că modulul de cristal va fi util în centralele nucleare. — E.P. Kruglyakov, Pseudoștiința - Cum amenință știința și societatea?
În 2002, Fondul de cinematografie al Ministerul Culturii din Rusia a finanțat filmul Misiunea lui Grigori Grabovoi. În același an, Grabovoi a slujit în calitate de vicepreședinte al Uniunii Financiare Ruse, un fond pentru sprijinirea programelor de stat.
În 2004, Grabovoi a devenit membru al Academiei Publice pentru Securitate, Apărare și Aplicare a Legii. Ulterior, a fost exclus din organizație după ce au fost ridicate întrebări cu privire la diplomele sale.

#### Copiii din Beslan
Grabovoi s-a întâlnit cu mamele copiilor uciși în timpul asediul unei școli din Beslan, sudul Rusiei, în 2004 și le-a promis că le va învia copiii contra unei taxe.
Nu este clar dacă Grabovoy este un nebun sau un șarlatan nerușinat, sau ambele.— Russian Life⁠(en)[traduceți]
Pe 16 iulie 2004, o fotografie a lui Grabovoi cu președintele de atunci al Kazahstanului, Nursultan Nazarbayev, a apărut pe site-ul lui Grabovoi împreună cu o declarație prin care îi acorda permisiunea de a-și răspândi învățăturile. Ca răspuns, Ambasada Kazahstanului a declarat că documentele care susțin învățăturile lui Grabovoi în republică au toate semne de fals. După aventura cu mamele din Beslan, un corespondent al cotidianului Izvestia a reușit să-l cunoască pe Grabovoi, care la acea vreme se referea la el însuși ca a doua venire a lui Isus Hristos și a anunțat că va deveni președintele Rusiei în 2008. A încercat să-și rezolve problemele cu presa oferind o mită de 25.000 de dolari.
Problema Izvestiei în urma întâlnirii a provocat un scandal internațional: Grabovoi a falsificat semnătura lui Nazarbayev pe un document care arăta că președintele Kazahstanului este membru al sectei sale și a ales învățăturile lui Grabovoi drept ideologie de stat. Procuratura din Moscova a lansat ulterior o anchetă asupra acestor fapte. Jurnaliști de la NTV, BBC, Radio Liberty, ziarul Tribuna, agenția de presă Regnum și zeci de alte instituții media din regiuni a Rusiei și Kazahstanului s-au alăturat ulterior anchetei privind activitățile sectei Grabovoi.
Într-un martie-aprilie 2007, Susanna Dudieva, lidera comitetului Mamele din Beslan, a declarat reporterei Larisa Bochanov că Grabovoi a căzut victima unei campanii de defăimare menită să distragă atenția de la gestionarea proastă de către autorități a luării de ostatici din Beslan Dudieva a numit niște jurnaliști despre care ea a pretins că au răspândit informații false, adesea informații opuse celor pe care le-a raportat ea. Printre cei numiți s-au numărat Vladimir Vorsobin de la Komsomolskaya Pravda, Dmitri Sokolov de la Izvestia și Alexey Pimanov de la emisiunea TV Man and Order. Cu toate acestea, Dudieva și-a pierdut slujba din acel moment pentru că s-a alăturat sectei lui Grabovoi și a promis învierile copiiilor.
Potrivit Jelenei Milașina de la Novaya Gazeta, autoritățile l-au arestat pe Grabovoi sub acuzația de fraudă. Milașina a scris că departamentul Ostankino al Procurorului General al Rusiei a amenințat că va da în judecată emisiunea de televiziune „Omul și Ordinul” pentru incitare la ură religioasă. Potrivit Milașinei, Evgeny Saurov, care a depus acuzații împotriva lui Grabovoi cu doi ani mai devreme, a fost urmărit el însuși pe o acuzație care nu are legătură cu Grabovoi. Milașina a susținut că Grabovoi a fost arestat la ordinul lui Vladimir Putin. Grabovoi a dat în judecată ziarul Komsomolskaya Pravda pentru 1,2 miliarde de ruble, dar a pierdut la Curtea Savelovsky din Moscova.

### Tribunal și închisoare
La 7 iulie 2008, Tribunalul Tagansky din Moscova l-a găsit pe Grabovoi vinovat de 11 capete de acuzare de fraudă pe scară largă și l-a condamnat la 11 ani de închisoare. Potrivit sentinței judecătorești, Grabovoi a organizat o schemă piramidală, francizând „adepților” săi pentru a practica în cadrul cultului, cu condiția ca aceștia să trimită 10% din încasări către Grabovoi. Curtea a considerat banii primiți de la rudele persoanelor decedate (în medie 40 de mii de ruble rusești pentru învierea morților) drept venituri provenite din fraudă. Rudele nu au văzut nici morții înviați, nici banii nu i-au primit înapoi. În octombrie 2008, pedeapsa lui Grabovoi la noul proces a fost redusă la 8 ani și o amendă de 750 de mii de ruble. A început să ispășească pedeapsa sa la închisoarea Valdajin din regiunea Novgorod și în ianuarie 2009 a fost transferat la o închisoare din Berezniki. În mai 2010, Grabovoi a fost eliberat devreme pentru bună purtare. Procuratura regională a făcut apel împotriva eliberării anticipate a lui Grabovoi în mai 2010. Avocații ruși, printre care Mikhail Trepașkin, i-au dat în judecată pe Vladimir Putin și pe președintele Dmitri Medvedev pentru ordonarea urmăririi penale a lui Grabovoi.
În ajunul eliberării lui Grabovoi, soția sa Jelena Yegereva a spus că soțul ei a fost numit în mod greșit creatorul sectei, în timp ce el era organizatorul partidului politic DRUGG (acum interpretat ca Partidul Voluntarilor, care răspândește învățăturile lui Grabovoi). „Nu este o sectă, este un partid politic înregistrat la Ministerul Justiției”, a spus Jeregeva. Cu toate acestea, Ministerul Justiției al Federației Ruse a declarat că niciun partid DRUGG nu a fost înregistrat la ei. În 2006, Ministerul Justiției a refuzat să-l înregistreze. Avocatul lui Grabovoi, Vyacheslav Makarov, a spus că a existat și că a fost înregistrată doar ca organizație socială și religioasă cu același nume - DRUGG. După eliberarea lui Grabovoi, soția sa Yegereva a spus că acesta nu va mai participa în activități publice, urma să urmeze educație juridică și intenționa să-și crească copiii și să aștepte nepoții.
La 22 septembrie 2016, Curtea Europeană a Drepturilor Omului a pronunțat o despăgubire financiară de 2.500 EUR pentru Grabovoi pentru o perioadă de arest preventiv nerezonabil de lungă (mai mult de doi ani).

## Învățăturile lui Grigori Grabovoi
Grabovoi susține capacitatea de a aboli moartea, învierea morților, vindecarea cancerului și SIDA, teleportarea și identificarea și rezolvarea la distanță a problemelor mecanice și electronice de pe avioane, stații spațiale, atomice, centrale electrice și orice alte construcții tehnice.
Pe 5 iunie 2004, Grabovoi a susținut o conferință de presă la care s-a declarat a fi a doua venire a lui Isus Hristos:
Eu, Grigori Petrovici Grabovoi, născut la 14 noiembrie 1963 în satul Kirovskoye, fost Bogara, districtul Kirov, regiunea Shymkent, Kazahstan, declar că eu, Grigori Grabovoi, sunt a doua venire a lui Isus Hristos. Am făcut această declarație pe baza Cuvântului lui Dumnezeu. Cuvântul lui Dumnezeu și faptul că am fost întotdeauna personal sigur de acest lucru înseamnă că l-am cunoscut mereu, de la început, de la naștere. Și în acest sens, această afirmație permite oamenilor să fie mântuiți, acțiunea universală a mântuirii, ..., oamenii pot fi mântuiți prin studierea cunoștințelor pe care le dau - cunoașterea învățăturilor mele. În același timp, ei pot transmite această veste bună tuturor și deodată.
Doctrina lui Grabovoi se numește „Despre mântuire și dezvoltare armonioasă” iar scopul acestei doctrine este „mântuirea și răscumpărarea universală pentru fiecare persoană, asigurând dezvoltarea veșnică armonioasă creatoare”. Scopul său principal este de a „preveni o catastrofă globală și oportunitatea de a obține soluții pentru sarcinile personale și învierea generală.”
Conform concluziilor unei expertize medico-legale socio-psihologice cuprinzătoare efectuate în cadrul procesului penal, învățăturile lui Grabovoi au fost definite astfel:
Doctrina lui Grigory Grabovoi este un complex de metode speciale de influențare a psihicului uman și a comportamentului uman și se adresează persoanelor care se confruntă cu suferință mintală acută din cauza morții celor dragi, pacienților cu boli grave și stres sau cu o creștere a nivelului mental, vulnerabilitate datorată situațiilor dificile de viață... Metodele care alcătuiesc acest sistem de influență includ: propuneri directe și indirecte; conversia (distorsiunea metodică a scopurilor) a conceptelor lingvistice normative; metode care exploatează și mențin o stare de traumă mentală și provoacă distorsiuni ale proceselor de gândire, percepție și înțelegere; metode de control al conștiinței — impact asupra sferei de luare a deciziilor și a sferei stabilirii obiectivelor și motivațiilor personale...
Grabovoi își descrie abilitățile în cartea sa în trei părți Practica ajustării. Practica managerială. Calea mântuirii. El scrie că scopul învățăturii sale este de a transmite cunoștințe de la Dumnezeu muritorilor, oferind astfel beneficii atât fizice (nemurire, învierea morților) cât și spirituale.

## Alte isprăvi

### Vindecător alternativ
Când se afla în Rusia, a fost practicant al medicinii alternative.

### Grigori Grabovoi PR Consulting Technologies of Eternal Development
Olga Saburova, jurnalist la ziarul Sobesednik, a relatat că din ianuarie 2020, Grabovoi este proprietarul magazinului online „Grigori Grabovoi PR Consulting Technologies of Eternal Development”, care „acționează pe baza PFA-ului lui Grigori Grabovoi, certificat de înregistrare de stat 21 septembrie 2015 de către Agenția de înregistrare a întreprinderilor din Republica Serbia”. El observă că vinde în prezent PRK-1U - „dispozitive de construire a concentrației” despre care se spune că pot opri îmbătrânirea și pot începe întinerirea și pot trata HIV și cancerul. Saburova notează că prețul este de 9.700 EUR (cu livrare) sau 1.212 EUR (în cazul accesului la distanță) „(prețuri valabile în mai 2021)”, și sugerează, de asemenea, că „pentru cei care nu știu cum și unde să folosească echipamentul, « vindecătorul » este gata să explice principiul mecanismului magic în cadrul webinariilor, contra cost...”.

### Numerele Grabovoi
Olga Saburova a atras atenția și asupra paginii de Facebook a lui Grabovoi, unde acesta își promovează din nou ideile de „tratare a oricărei boli”, inclusiv COVID-19, pe baza ideilor din cartea sa din 1999 Restaurarea corpului uman prin concentrarea pe numere, în care afirmă că „fiecare boală a unui individ este o abatere de la celulele normale, organele sau întregul organism în ansamblu. Tratamentul bolii înseamnă apoi o revenire la normă", care poate fi realizată cu ajutorul a două serii numerice inventate de el - 4986489 și 548748978.
În plus, jurnaliștii de la emisiunea TV Man and Law au raportat că Grabovoi a folosit rețeaua de socializare TikTok pentru a susține aceste idei. Acestea și alte „coduri-minune” au apărut din 2016 pe Pinterest; cărțile cu coduri puteau fi achiziționate de pe Amazon încă din 2011, iar în februarie 2020 tabloidul Daily Star menționează actorul din Hong Kong Julian Cheung, care a scris un astfel de număr pe antebraț și l-a numit „cod pentru prevenție epidemie". Fanii lui Cheung au început apoi să-l imite, iar practica a început să se răspândească rapid prin rețeaua de socializare Weibo.
Aceste „coduri” au început să se răspândească pe alte rețele de socializare folosind hashtag-urile #LawOfAttraction și #Manifestation. Oamenii împărtășesc adesea aceste „coduri” drept „coduri de înșelăciune”, adică ca o oportunitate de a pirata realitatea, așa-numita „a-și manifesta” dorințele și de a câștiga cu ușurință bogăție, sănătate sau orice altceva. Rânduri de numere se spune că sunt recitate, concentrate în timpul meditației, scrise pe corp (încheieturile interioare și brațele sunt populare) sau desenate în aer. Nu există un ghid clar despre cum să le folosiți sau cât timp să le folosiți și, prin urmare, nu pot fi folosite incorect. Se spune că bloggerii ruși împărtășesc numere despre care se crede că au puterea de a afecta negativ realitatea, adică să provoace, de exemplu, migrene, stop cardiac, febră mare sau otrăvire.
Potrivit psihiatrului clinician Andrej Efremov, mulți bloggeri și YouTuberi fac postări despre aceste numere în principal pentru a obține mai multe vizualizări pe canalul sau blogul lor. Utilizate în mod similar pe TikTok, astfel de contribuții generează câștiguri monetare.
Oamenii care cred că aceste coduri funcționează, de obicei, acceptă fără critică ceea ce li se spune. Ei văd exemplul pozitiv al cuiva, văd o mulțime de comentarii pozitive și urmează orbește instrucțiunile. În plus, astfel de oameni înșiși vor căuta situații care vor dovedi că ritualul funcționează și vor atribui codurilor toate evenimentele pozitive. Așa funcționează autosugestia. Înșiși adepții lui Grabovoi - probabil și escroci - vor căuta astfel de oameni pe TikTok și vor câștiga bani de pe seama lor, în timp ce ceilalți își vor pierde economiile și poate chiar și casele.— Andrej Efremov

## Certificări
| Listă de certificări neconfirmate |
| --- |
| La 19 decembrie 1997, Camera Internațională de Înregistrare a Noutăților Informaționale-Intellectuale a eliberat certificate-licențe lui Grigori Grabovoi: - pentru metoda "Tehnologia computerizată de control la distanță"; - pentru modelul "Arhivarea în orice punct al spațiului și timpului"; - pentru descoperirea "Sistemelor de autodezvoltare care se reproduc și care reflectă zonele externe și interne ale unei varietăți de sfere creatoare"; - pentru principiul "Timpul este o formă a spațiului"; - pentru principiul "Diagnosticarea unui obiect prin metodele matematicii ortodoxe". La 24 decembrie 1997, a primit Certificatul-Licență pentru descoperirea "Sistemelor care se reproduc și care se autodepășesc și care reflectă zonele externe și interne ale unei varietăți de sfere creatoare". La 24 ianuarie 1998, Grigori Grabovoi a primit titlul "Cel mai bun vindecător" în domeniul bioenergeticii-informaticii și prognozei. La 9 martie 1998, Academia Rusă de Științe Naturale (RANS), în baza Cartei sale, l-a ales pe Grigori Grabovoi membru cu drepturi depline al RANS în secțiunea "Cunoașterea și tehnologiile noosferei". La 10 iunie 1998, Grigori Grabovoi a fost ales membru cu drepturi depline al Academiei Internaționale de Informatizare. La 10 iunie 1998, în semn de recunoaștere și certificare, Grigori Grabovoi a fost ales academician al Academiei Internaționale de Informatizare. Academia Internațională de Informatizare este o organizație neguvernamentală și un membru asociat al Organizației Națiunilor Unite (ONU) cu statut de consultant comun al Consiliului Economic și Social al Organizației Națiunilor Unite (www.iia.ca). La 10 august 1998, Academia Italiană de Dezvoltare Economică și Socială i-a acordat lui Grigori Grabovoi titlul de academician, în semn de cea mai înaltă expresie a recunoașterii oficiale a virtuților sale eminente, a înaltelor calități morale, a executării constante a datoriei sale civile și a urmării celor mai nobile idealuri, ceea ce i-a dat dreptul deplin de a ocupa un loc demn în societate. În august 1998, Academia de Științe din New-York l-a ales pe Grigori Grabovoi membru cu drepturi depline al Academiei. La 15 septembrie 1998, Academia Rusă de Științe Naturale i-a acordat lui Grigori Grabovoi medalia de argint "Pentru dezvoltarea medicinei și a asistenței medicale" Începând cu 24 septembrie 1998, Grigori Grabovoi este membru de onoare al Academiei de Cosmonautică numită după K.E. Tsiolkovsky (Certificat nr. 1095) și, ulterior, membru al Academiei de Cosmonautică numită după K.E. Tsiolkovsky. La 10 octombrie 1998, Academia Internațională de Științe ale Naturii și Societății i-a acordat lui Grigori Grabovoi medalia Academiei "Pentru merite în revigorarea științei și economiei Rusiei". La 20 octombrie 1998, Academia Internațională a Autorilor de Descoperiri Științifice și Invenții i-a acordat lui Grigori Grabovoi medalia de argint "Pentru merite în inovații". La 25 octombrie 1998, a primit Diploma Ordinului de Malta. La 29 octombrie 1998, Academia Rusă de Științe Naturale i-a acordat lui Grigori Grabovoi gradul științific de Doctor al Academiei Ruse de Științe Naturale. La 4 noiembrie 1998, Uniunea Interacademică Internațională, în semn de recunoaștere a meritelor personale, i-a acordat lui Grigori Grabovoi titlul onorific de "Mare Maestru al Științelor și Educației Mondiale". La 20 noiembrie 1998, Grigori Grabovoi a primit un certificat de membru al Ligii Psihoterapeutice Profesionale. La 2 decembrie 1998, Academia Internațională de Științe ale Naturii și Societății i-a acordat lui Grigori Grabovoi medalia pentru "Dezvoltarea culturii și artei". La 25 decembrie 1998, prin Rezoluția Prezidiului Academiei Internaționale de Științe ale Informației, Grigori Grabovoi a primit titlul de laureat al concursului internațional "Elita informaticienilor lumii" La 16 aprilie 1999, Grigori Grabovoi a fost distins cu diplomele Universității Mondiale de Distribuție (WDU) din Bruxelles cu privire la atribuirea titlului științific de Mare Doctor în Filosofie și a titlului științific de Profesor titular. La 20 aprilie 1999, prin decizia Comitetului de Certificare și Calificare de vârf, lui Grigori Grabovoi i s-a acordat gradul științific de doctor în științe tehnice. Esența tezei sale a fost expusă în publicația "Cercetarea și analiza definițiilor fundamentale ale sistemelor optice în prevenirea catastrofelor și controlul orientat spre prognoză al microproceselor" în colecția științifico-tehnică "Microelectronică", numărul 1(153) Institutul Central de Cercetări Științifice "Electronică" din Moscova 1999. La 20 aprilie 1999, prin decizia Comitetului superior de certificare și calificare Grigori Grabovoi a primit titlul academic de profesor la specialitatea 05.02.21 "Securitatea obiectelor deosebit de complexe". La 12 mai 1999, Grigori Grabovoi a fost ales membru cu drepturi depline (academician) al Academiei de Științe Tehnice Medicale a Federației Ruse. La 25 mai 1999, Grigori Grabovoi a fost distins cu cea mai înaltă distincție a Uniunii Internaționale Interacademice "Steaua lui Vernadski pentru merite în știință". La 4 iunie 1999, prin decizia Comisiei Superioare Interacademice de Certificare, Grigori Grabovoi a primit gradul academic de doctor în științe fizice și matematice. Diploma DPM nr. 0052 La 11 iunie 1999, Grigori Grabovoi a fost ales membru cu drepturi depline al Academiei Internaționale de Integrare a Științei și Afacerilor (IAISB) La 11 iunie 1999, prin decizia Prezidiului Academiei Internaționale de Integrare a Științei și Afacerilor (IAISB), Grigori Grabovoi a primit gradul academic de Doctor în Informatică și Management al IAISB. La 26 iunie 1999, Grigori Grabovoi a fost decorat cu Ordinul în grad de Cavaler al Sfântului Stanislau. La 15 iulie 1999, prin decizia Comisiei Superioare Interacademice de Certificare, Grigori Grabovoi a primit gradul academic de profesor în "Dispozitive și sisteme analitice și structural-analitice ". În iulie 1999, Grigori Grabovoi a ținut o prelegere la Centrul de educație și formare a specialiștilor în domeniul tehnologiilor moderne de prevenire și eliminare a situațiilor de urgență din cadrul Agenției Ministerului pentru Situații de Urgență pe tema monitorizării și prognozei situațiilor de urgență. (Scrisoarea lui M. Shahramanian către Comisia Superioară Interacademică de Certificare din 23. 07. 2013). La 24 august 1999, prin decizia Prezidiului Academiei Internaționale de Integrare a Științei și Afacerilor (IAISB), Grigori Grabovoi a primit titlul academic de profesor al IAISB în "Informatică de sistem". La 17 februarie 2000, prin decizia Prezidiului Academiei Internaționale a Autorilor de Descoperiri și Invenții Științifice, Grigori Grabovoi a fost ales membru titular al Academiei. La 16 martie 2000, prin decizia Prezidiului Universității Europene, Grigori Grabovoi a primit titlul de doctor în științe al Universității în "Științe tehnice". La 5 martie 2000, Grigori Grabovoi a fost admis în "Clubul Călătorilor Aerieni" pentru contribuția substanțială la dezvoltarea aviației superușoare. La 10 mai 2000, Grigori Grabovoi a înregistrat brevetul de invenție nr. 2148845 "Metodă de prevenire a catastrofelor și dispozitiv de realizare a acesteia". Descrierea brevetului este disponibilă pe internet pe site-ul oficial al Agenției Federale a Rusiei privind proprietatea intelectuală, brevetele și mărcile comerciale www1.fips.ru. Invenția poate fi utilizată pentru prevenirea diferitelor fenomene catastrofale atât cu caracter natural, cum ar fi, de exemplu, cutremurele catastrofale, cât și a dezastrelor provocate de om, în special la locurile de producție. La 27 iulie 2000, Academia Rusă de Științe Naturale i-a acordat lui Grigori Grabovoi titlul onorific și insigna de "Cavaler al Științei și Artelor". La 4 decembrie 2000, Academia Rusă de Cosmonautică numită după K. E. Tsiolkovski l-a ales pe Grigori Grabovoi membru cu drepturi depline (academician) al Academiei Ruse de Cosmonautică numită după K. E. Tsiolkovski. La 20 februarie 2001, Grigori Grabovoi a înregistrat brevetul pentru invenția nr. 2163419 "Metoda de transmitere a informațiilor". Invenția se referă la domeniul tehnologiei comunicațiilor și poate fi utilizată în sistemele de transmitere a informațiilor cu utilizarea comunicațiilor fără fir între emițătorul și receptorul informațiilor, cu preponderență atunci când informațiile sunt transmise pe distanțe mari, precum și în sistemele de prevenire a proceselor catastrofale de diferite origini. Dispozitivele bazate pe brevetele lui Grigori Grabovoi intensifică efectul conștiinței umane și reprezintă un antrenament deosebit, care antrenează conștiința până la nivelul la care aceasta va fi capabilă, în mod independent, fără dispozitive, să provoace procese spirituale, care ar asigura regenerarea celulelor și a întregului corp uman. La 28 martie 2001, Grigori Grabovoi a înregistrat Curriculum-ul de autor al cursului de formare "Tehnologiile de previziune anticipată și dezvoltare sigură" la Ministerul Resurselor Naturale al Rusiei, Departamentul de formare profesională suplimentară al Ministerului Educației al Rusiei și la Centrul Internațional de Sisteme Educaționale (ICES) al UNESCO. La 21 septembrie 2001, a fost numit președinte al Comisiei pentru sistemul de control al previziunilor în cadrul Consiliului antreprenorilor din cadrul primăriei și al guvernului orașului Moscova. La 26 martie 2003, a fost numit vicepreședinte al Uniunii Financiare din Rusia. La 22 august 2003, prin decizia Comisiei permanente de premiere la Registrul internațional rusesc al medicinei complexe "ENIOM", Grigori Grabovoi a primit titlul de "Cel mai bun vindecător al mileniului III". La 14 noiembrie 2003, Grigori Grabovoi a fost decorat cu ordinul public "De două ori erou al Uniunii Sovietice" al pilotului de încercare onorat al URSS Beregovoi G. T. pentru marea sa contribuție la siguranța zborului în tehnologia aerospațială. La 21 iunie 2004, în conformitate cu decizia Prezidiului WSA, Grigori Grabovoi a fost ales membru de onoare al Asociației Științifice Mondiale. La 10 octombrie 2004, Federația de Cosmonautică Rusă i-a acordat lui Grigori Grabovoi medalia care poartă numele academicianului Serghei Repiev pentru serviciile aduse spațiului național. La 24 octombrie 2004, Academia Europeană de Științe Naturale din Hanovra i-a acordat lui Grigori Grabovoi medalia Robert Koch. La 15 decembrie 2004. Academia pentru Probleme de Securitate, Apărare și Stat de Drept l-a ales pe Grigori Grabovoi academician cu drepturi depline al Academiei. La 15 decembrie 2004, Academia pentru Probleme de Securitate, Apărare și Stat de Drept i-a acordat lui Grigori Grabovoi diploma de profesor al Academiei. La 29 ianuarie 2005, Asociația medicală profesională internațională a specialiștilor în medicina populară tradițională și a vindecătorilor "EONIM" i-a acordat lui Grigori insigna de aur "ELITE" pentru merite deosebite în domeniul creării, aplicării și introducerii de noi tehnologii și dispozitive în medicina tradițională. La 26 august 2005, Grigori Grabovoi a fost decorat cu Ordinul Petru cel Mare de gradul I pentru meritele și contribuția personală substanțială la dezvoltarea și consolidarea statului rus. La 26 decembrie 2006, prin decizia Comisiei, Grigori Grabovoi a fost decorat cu medalia "Pentru devotament față de aviație". |

### Scepticism cu privire la aceste calificări
Potrivit imaginilor cu certificate și diplome de pe site-ul personal al lui Grabovoi în 1986, acesta s-ar fi calificat ca mecanic și în 1996 ca paramedic. În 1998, el susține că a fost numit membru cu drepturi depline al Academiei Ruse de Științe Naturale în secțiunea „cunoștințe și tehnologii noosferice” și, în același an, a lucrat ca consultant la Consiliul Economic și Social al Națiunilor Unite, a fost numit membru de onoare al Academiei Ruse de Astronautică, a primit Medalia Memorială a Academiei Internaționale de Științe ale Naturii și Societății pentru „servicii în cauza renașterii științei și economiei Rusiei”, a primit o medalie de argint de la Academia Internațională a Autorilor Descoperirilor și Invențiilor Științifice pentru „servicii în inventivitate”, a fost numit scutier al Ordinului Suveran al Sfântului Ioan al Ierusalimului și Cavalerilor de Malta, a primit titlul de Doctor al Rusiei Federația de Științe ale Naturii la specialitatea „Cunoașterea și tehnologiile noosferice”, a primit medalia memorială a Academiei Internaționale de Științe ale Naturii și Societății pentru „Dezvoltarea culturii și artelor”, i s-a acordat titlul de „Laureat al Competiției Internaționale International Competition Laureate - Elite Informationaologists of the World”, și a fost prezentat cu titlul de „Conte” de către Societatea rusă a nobilimii și notabililor - Noua elită a Rusiei.
În aceeași zi a anului 1999 ar fi obținut titlurile de „Mare Doctor în Filosofie” și „Profesor titular” de la „World Distributed University, Bruxelles”. Tot în 1999 susține că a primit „Diploma de profesor” pentru „Siguranța obiectelor de extremă complexitate” de la Federația Rusă, o diplomă de Doctor în Științe Inginerie din Federația Rusă, „Steaua lui Verdansky” (gradul II) de la Uniunea Internațională Inter-academică pentru „Sprijinirea științelor și promovarea formării personalului științific”, o diplomă de doctor în științe fizico-matematice din Federația Rusă, doctor în știința informațiilor și management de la Academia Internațională pentru Integrarea Științei și Afacerilor, o Catedră în „Instrumente și sisteme analitice și structurale-analitice” din Federația Rusă, o Catedră de „Știința informațiilor de sistem” de la Academia Internațională pentru Integrarea Științei și Afacerilor și un doctor în științe în „Servicii tehnice” de la Universitatea Europeană, Rusia.
De asemenea, susține că este membru al Academiei Italiene de Dezvoltare Economică și Socială, al Academiei de Științe din New York, al Academiei Ruse de Științe Naturale, al Ligii Profesionale Psihoterapeutice din Rusia și al Academiei Ruse de Științe Medicale Tehnice.
Potrivit lui E. P. Kruglyakov, de la Academia Rusă de Științe (RAS), Grabovoi nu și-a susținut disertația, dar încă pretinde că este doctor în științe tehnice, fizică și matematică. Kruglyakov afirmă în continuare că diploma Academiei Italiene de Științe este făcută cu greșeli de ortografie și este falsă. Comisia RAS pentru Combaterea Pseudoștiinței a solicitat informații despre Grabovoi de la academiile din Belgia, Bulgaria și Italia (în legătură cu afirmația lui Grabovoi că era membru al academiilor acestor țări) și a primit răspunsuri oficiale că nu se știa nimic despre Grabovoi în aceste academii. A fost membru stagiar al Ligii Profesionale Psihoterapeutice din Rusia timp de 4 ani, dar a fost lipsit de calitatea de membru din cauza neplatei cotizațiilor de membru.
Potrivit cotidianului Versiya, „Comisia Superioară de Atestare și Calificare Interacademică”, de la care Grabovoi are mai multe diplome, oferă diplome universitare contra cost oricui, iar comunitatea științifică nu recunoaște aceste titluri și singura diplomă adevărată de pe site-ul lui Grabovoi este absolvirea Facultății de Mecanică și Matematică a Universității de Stat din Tașkent. După cum subliniază Kruglyakov: „Toate celelalte titluri și titluri importante de doctor în științe, profesor, mare profesor, academician al multor academii publice pot fi achiziționate de oricine dorește pentru o taxă nu prea mare (100-150 USD).”